# Tour de Omán 2021
La 11.ª edición de la competición ciclista Tour de Omán, era una carrera de ciclismo en ruta por etapas que se celebraría entre el 9 y el 14 de febrero de 2021 en Omán. Sin embargo, debido a la Pandemia de COVID-19, donde la emergencia sanitaria por el virus SARS-CoV-2 ha obligado la cancelación de diferentes eventos deportivos en todo el mundo, la carrera fue cancelada en esta edición.
La carrera haría parte del UCI ProSeries 2021, calendario ciclístico mundial de segunda división, dentro de la categoría UCI 2.Pro.